# Stožok
Stožok – wieś (obec) na Słowacji położona w kraju bańskobystrzyckim, w powiecie Detva. Pierwsze wzmianki o miejscowości pochodzą z roku 1773. 
Według danych z dnia 31 grudnia 2012, wieś zamieszkiwały 972 osoby, w tym 500 kobiet i 472 mężczyzn.
W 2001 roku pod względem narodowości i przynależności etnicznej 98,33% mieszkańców stanowili Słowacy.
Ze względu na wyznawaną religię struktura mieszkańców kształtowała się w 2001 roku następująco:
- Katolicy rzymscy – 94,01%
- Ewangelicy – 0,56%
- Husyci – 0,14%
- Ateiści – 1,67%
- Nie podano – 3,62%